# 府中市郷土の森公園
府中市郷土の森公園（ふちゅうし きょうどのもりこうえん）は、東京都府中市矢崎町・是政にある総合公園。
東側の区画はかつて府中市民健康センターという名称であったが、2008年に従来からあった郷土の森博物館と名称を合わせる形で改称され、現在は博物館部分も含めて「郷土の森公園」の名称で一体的に案内されている。
1989年には手づくり郷土賞（歴史をいかした街並み部門）を受賞。2005年には同賞大賞を受賞。

## 設備
- 郷土の森博物館 - 中心施設。府中市の歴史に関する展示の他、プラネタリウムや移築文化財の屋外展示がある。
- 観光物産館 - 地元産野菜や土産物販売の他、飲食コーナーが併設されている。
- 芝生広場
- つり池（釣り堀）
- 修景池 - 大賀ハスをはじめ、31種類の蓮が植えられている。
- 交通遊園 - 公道を模したコースの中を自転車や足踏み式カートで移動し、遊びを通して交通ルールやマナーを学ぶ施設。ゴーカート専用コース併設。都電6000形6191号車、D51-296などが展示保存されている。
- 金塚桜広場
- バーベキュー場

運動施設
- 郷土の森総合体育館
- 総合プール（流れるプール、飛び込み専用プール）
- 第一野球場 - ナイター設備あり
- 第二野球場 - ナイター設備なし
- サッカー場
- 庭球場

## 近隣
- 多摩総合卸売センター
- サントリー武蔵野ビール工場
- 多摩川（多摩川サイクリングコース）

## アクセス
いずれの鉄道駅からも1-2km程度離れている。
- 分倍河原駅（京王線・JR南武線）から京王バス「分52系統：郷土の森総合体育館行き」に乗車し、郷土の森正門前または郷土の森総合体育館で下車。

- 府中本町駅（南武線・武蔵野線）から徒歩20分
- 是政駅（西武多摩川線）から徒歩15分

## ギャラリー

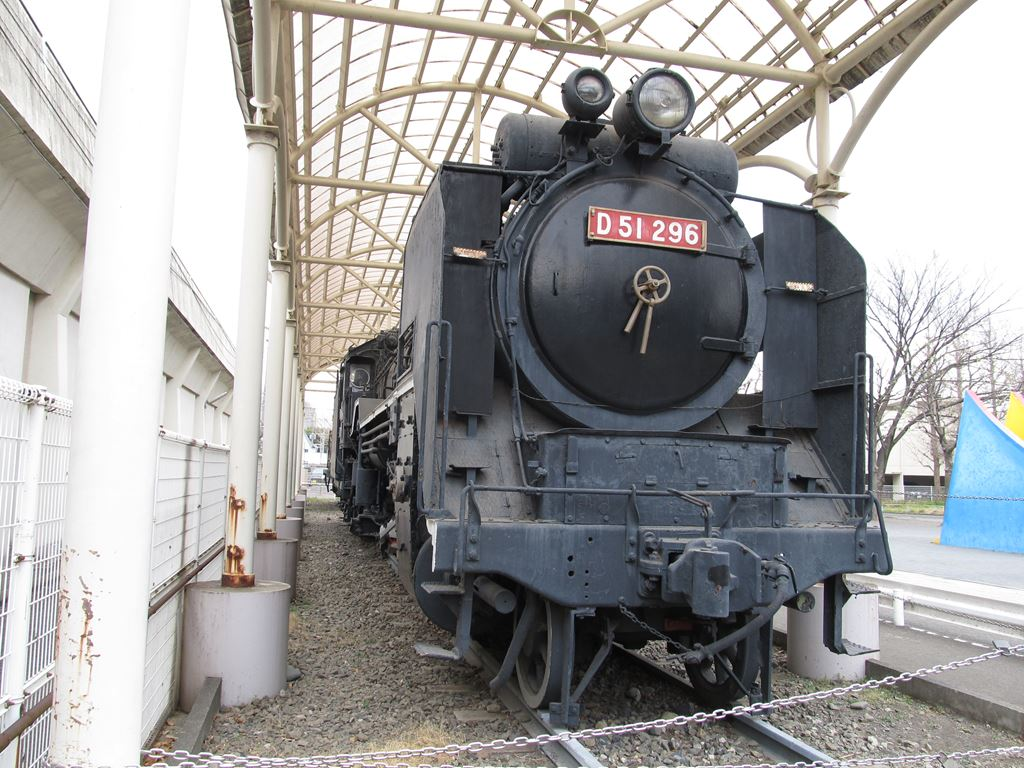
D51
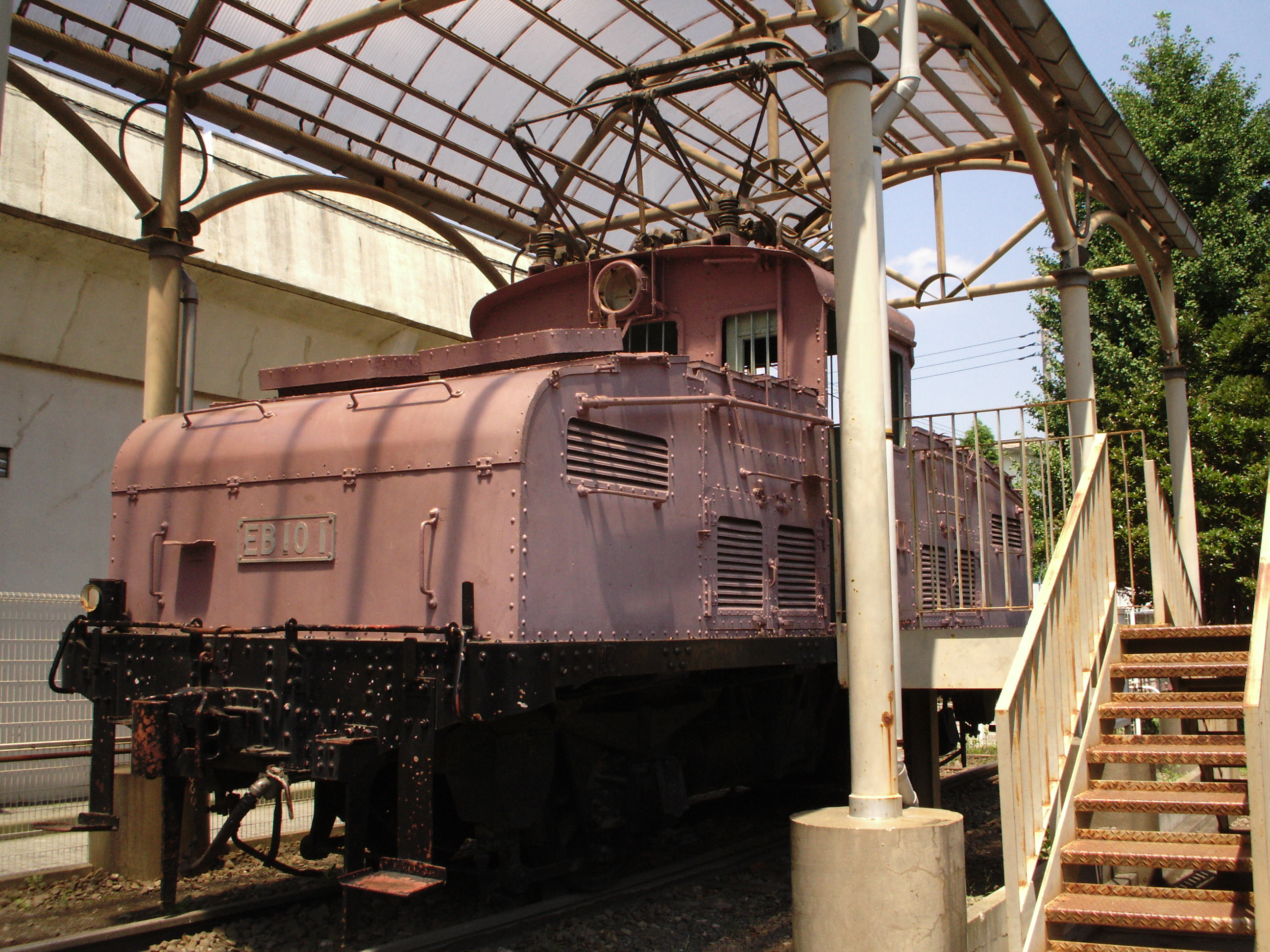
EB10 1
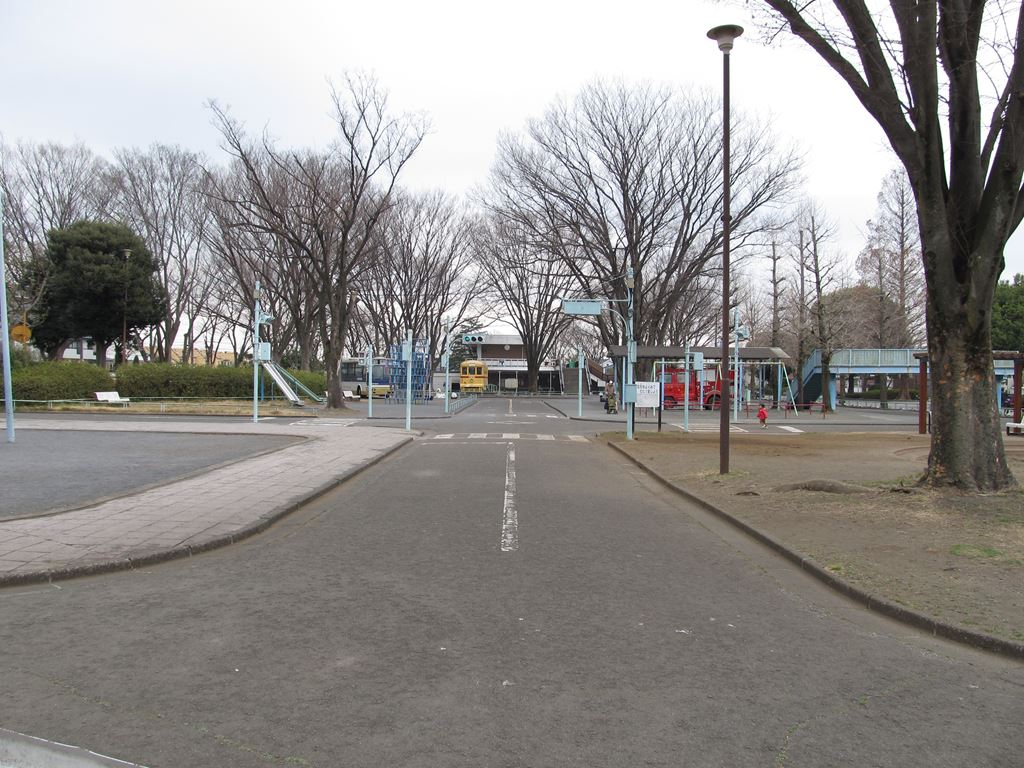
信号機付き交差点、公園、横断歩道など
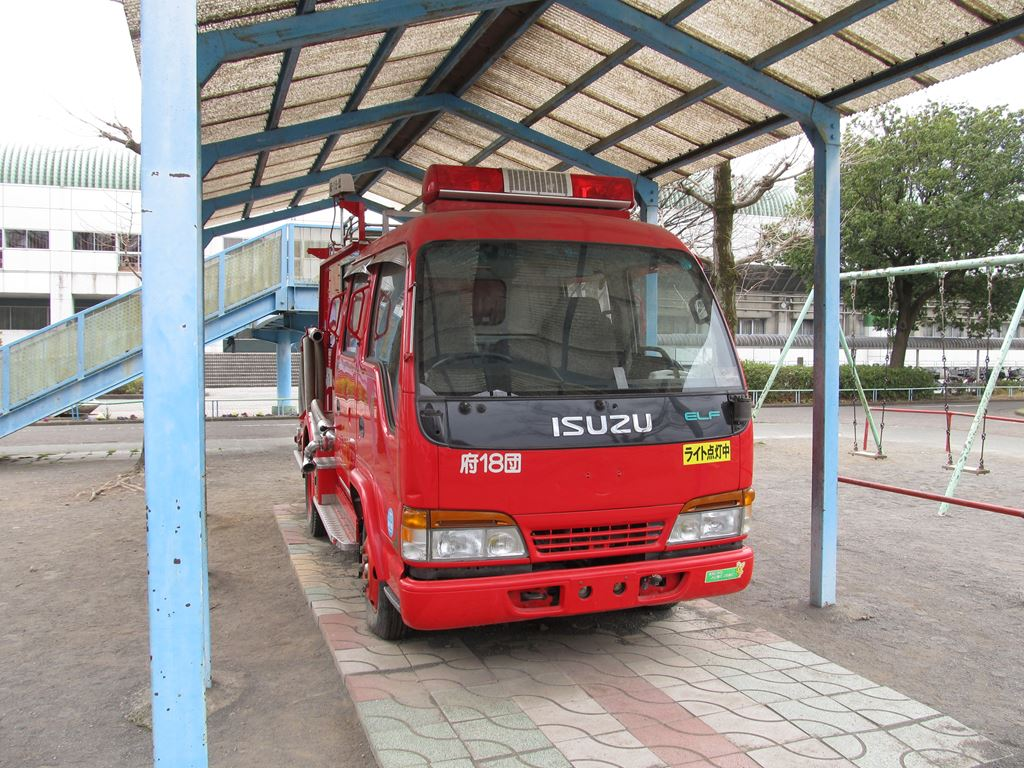
消防車
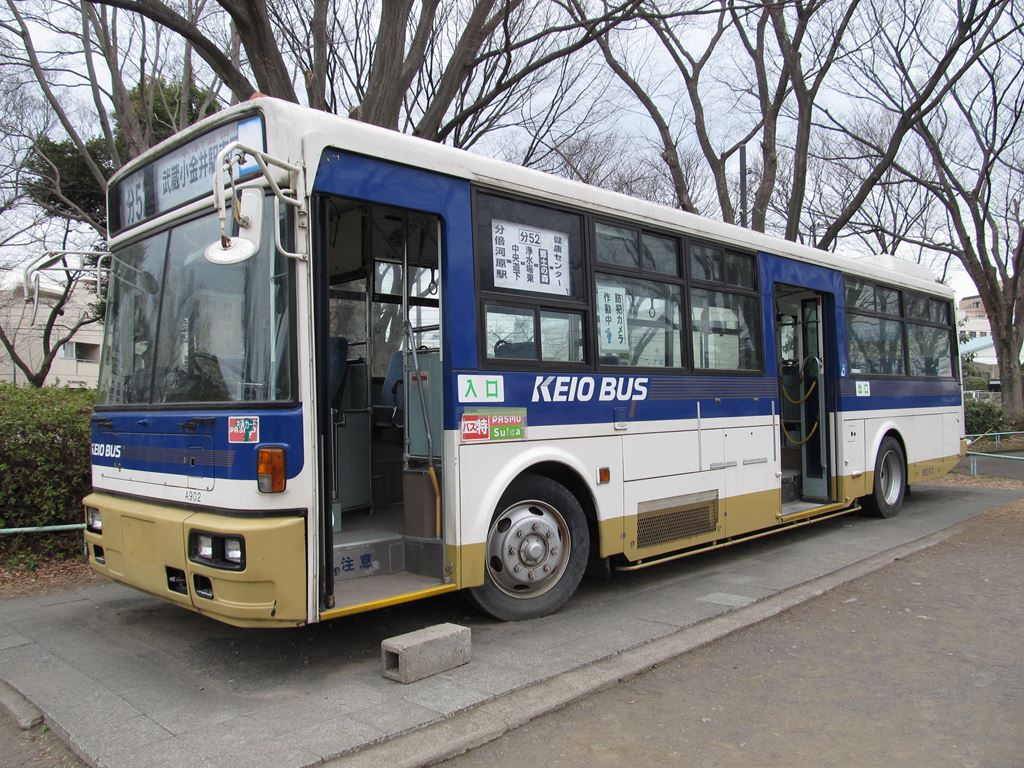
路線バス
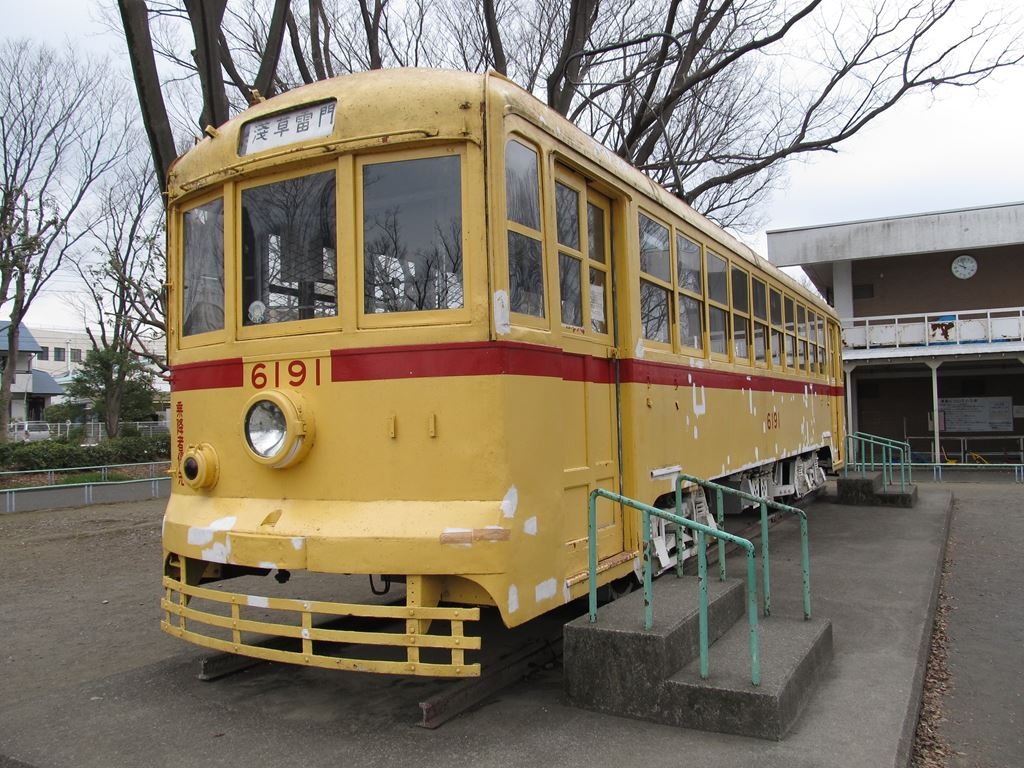
都電6191号車
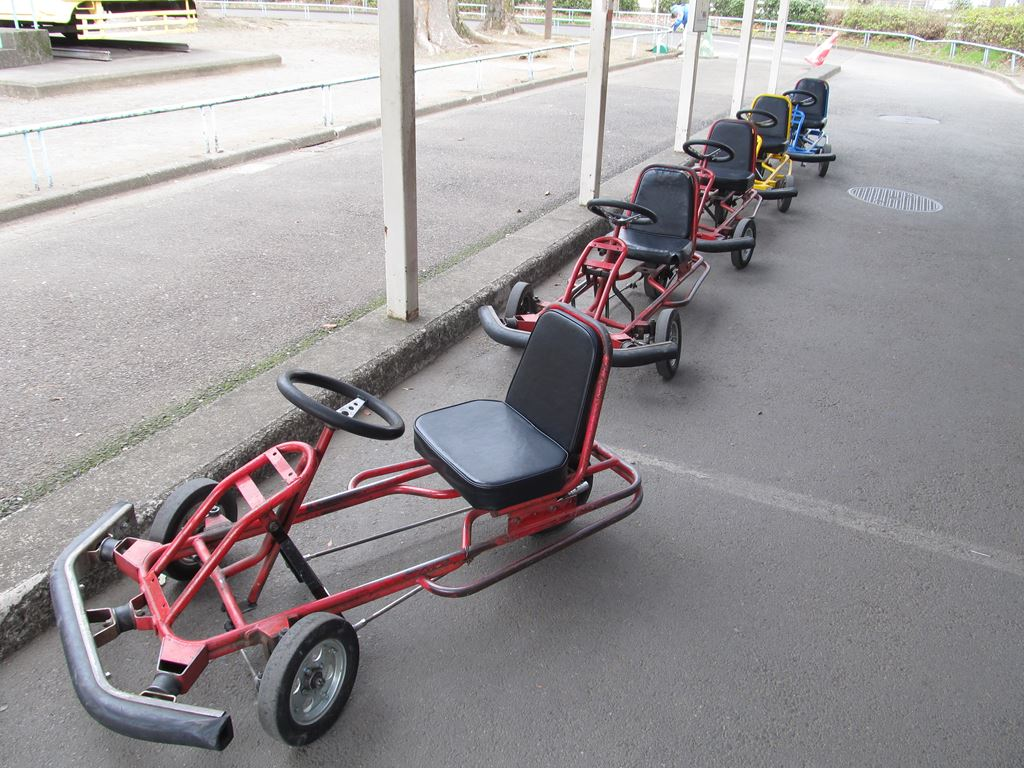
足踏み式ゴーカートを使用して道路を走る
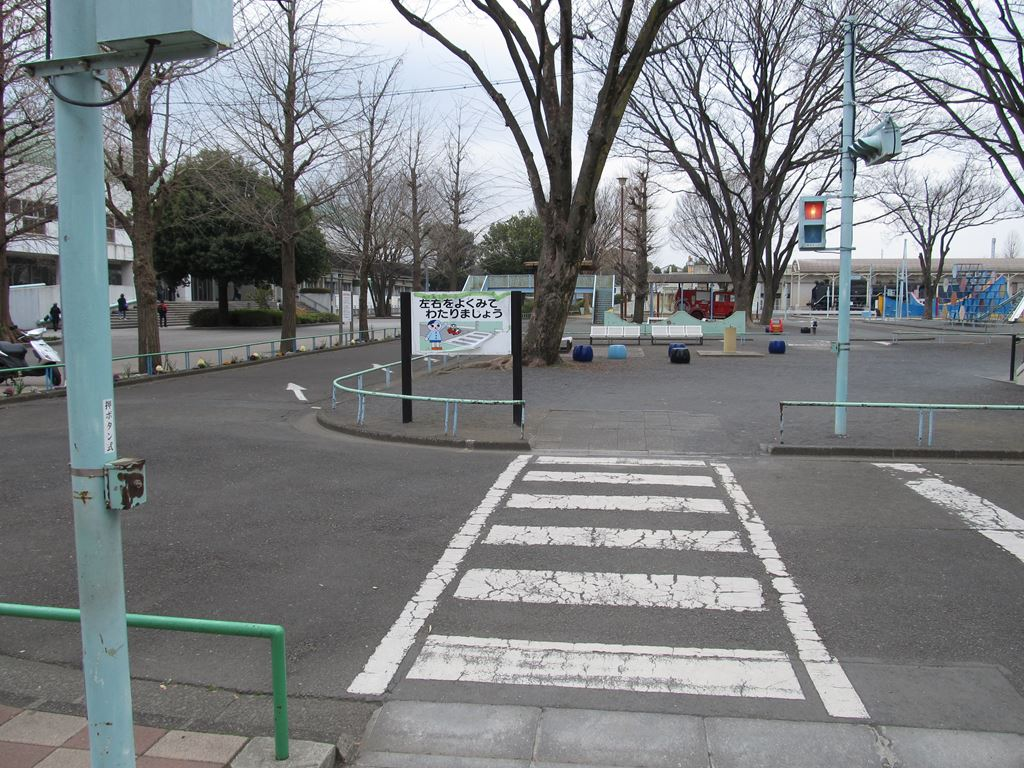
押しボタン式横断歩道
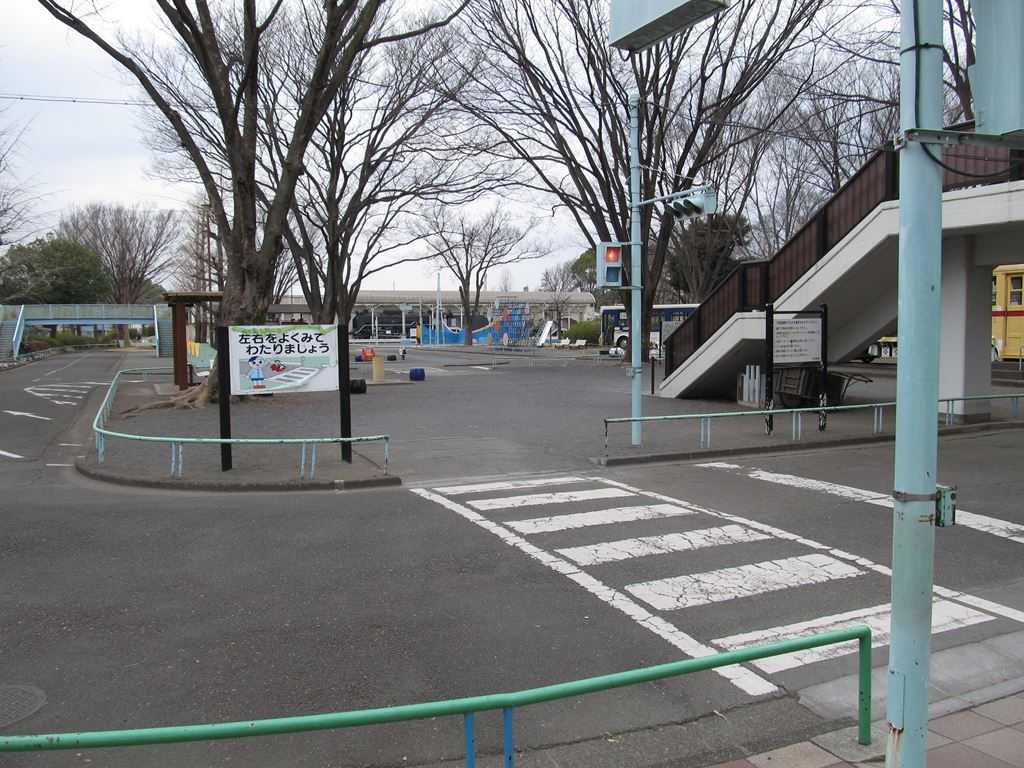
押しボタン式横断歩道
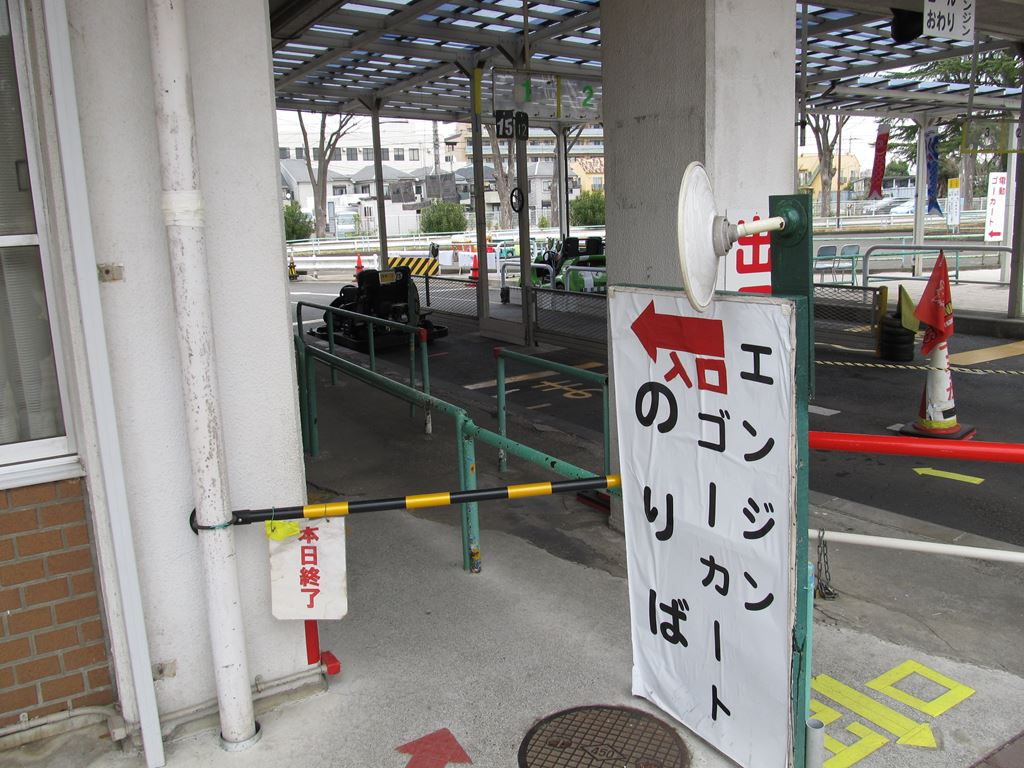
エンジン付きゴーカートは別コース
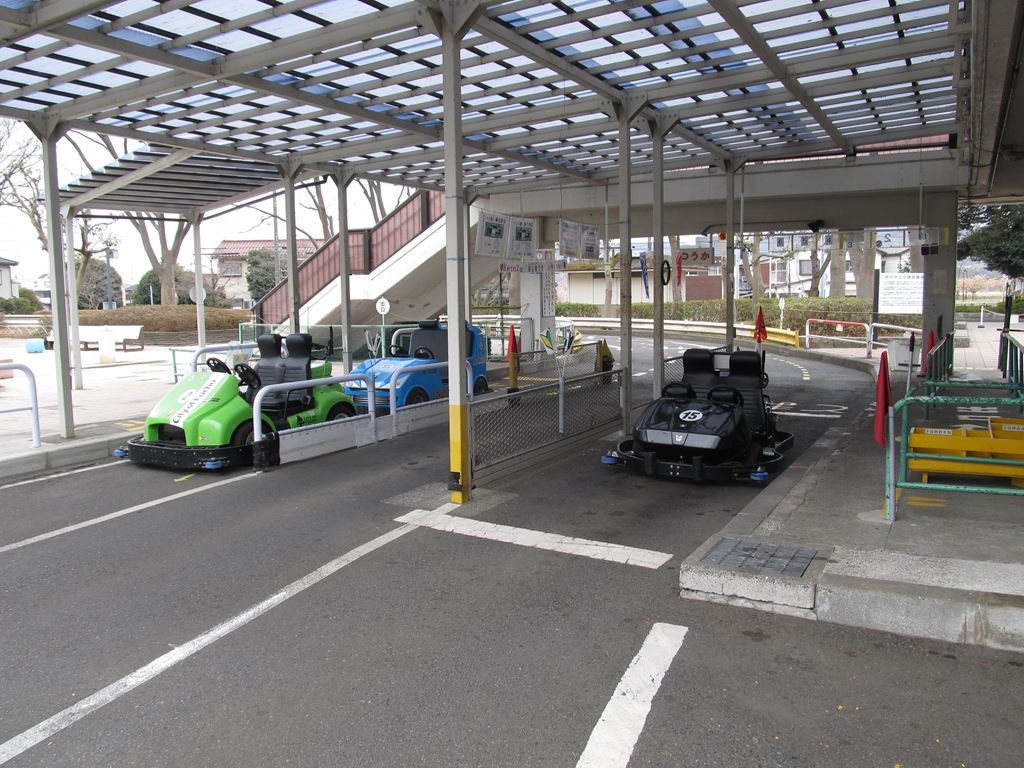
二人乗りエンジン付きゴーカート
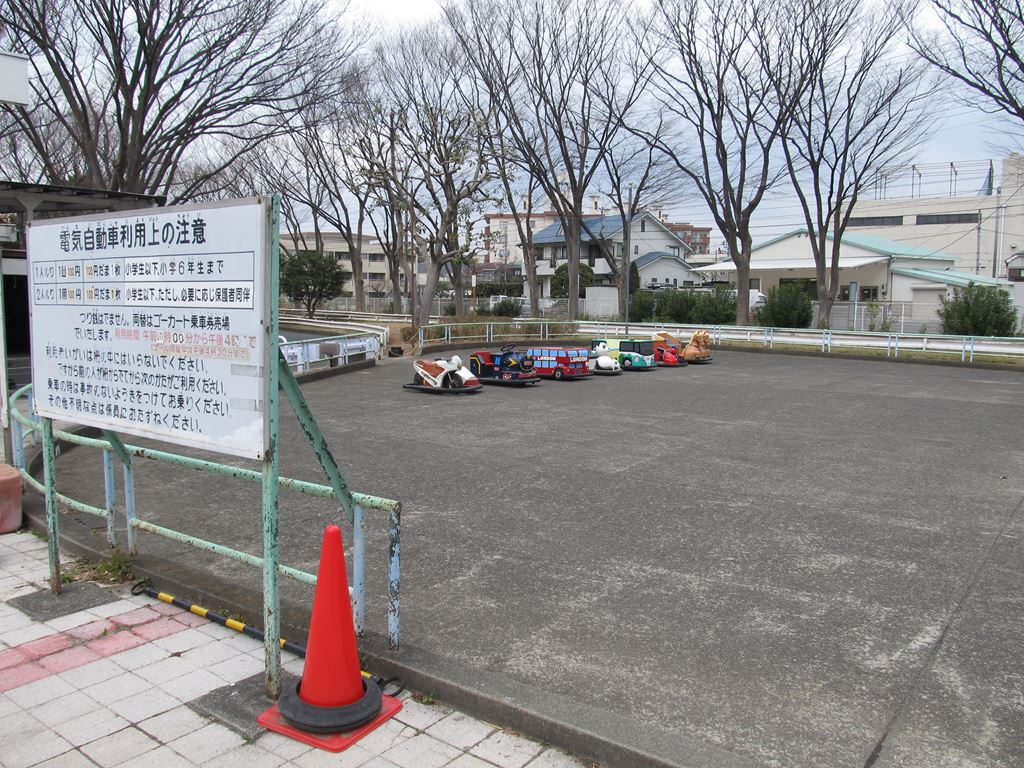
子供用電気自動車
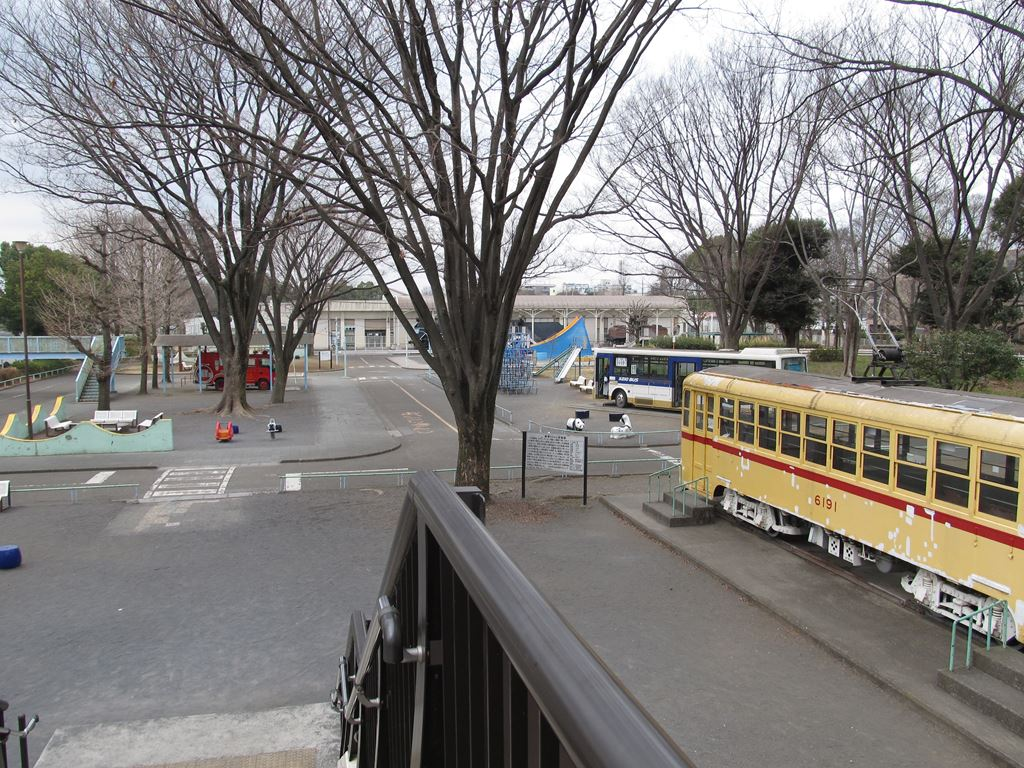
園内の様子
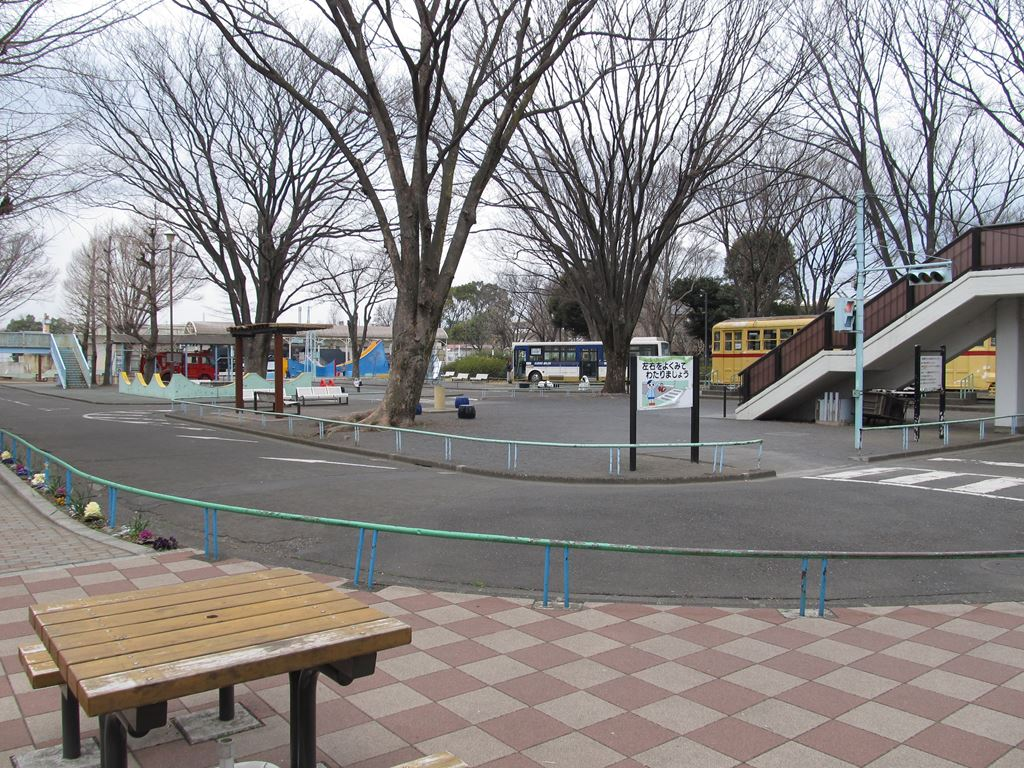
園内の様子
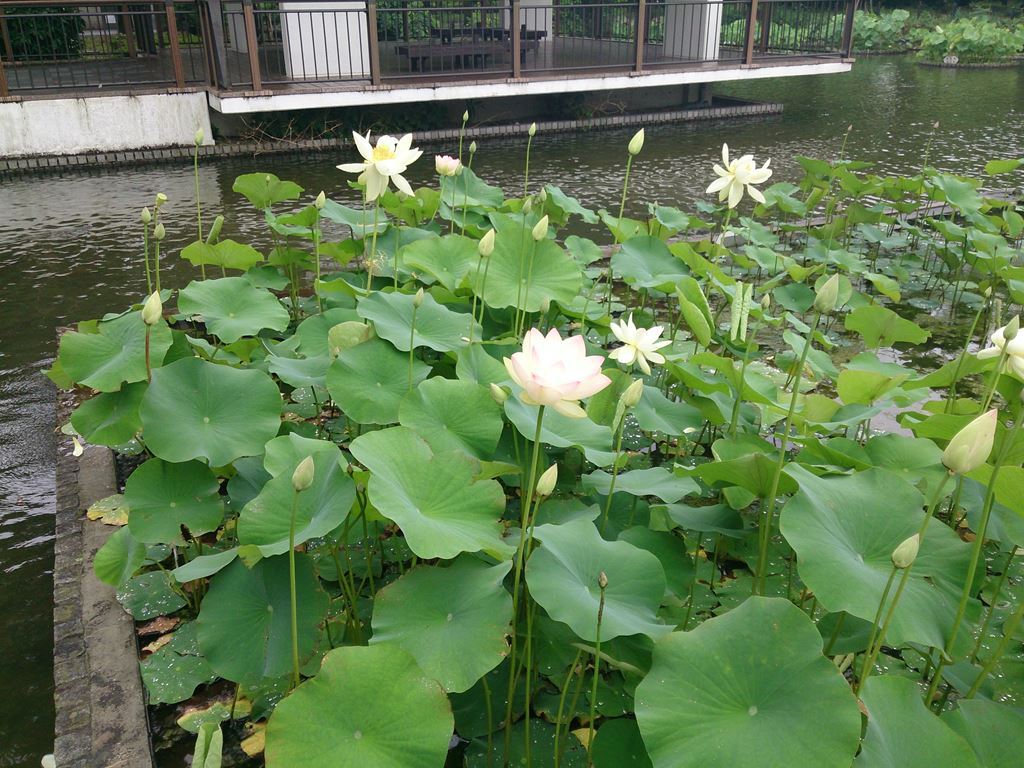
大賀ハスの修景池
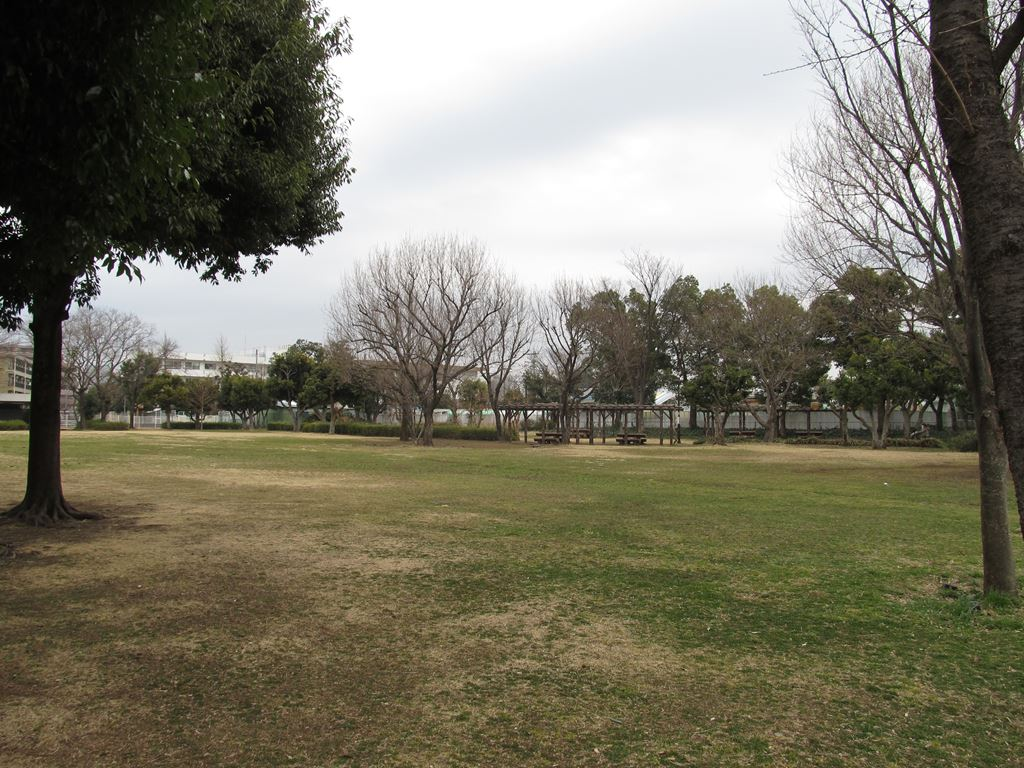
芝生の広場
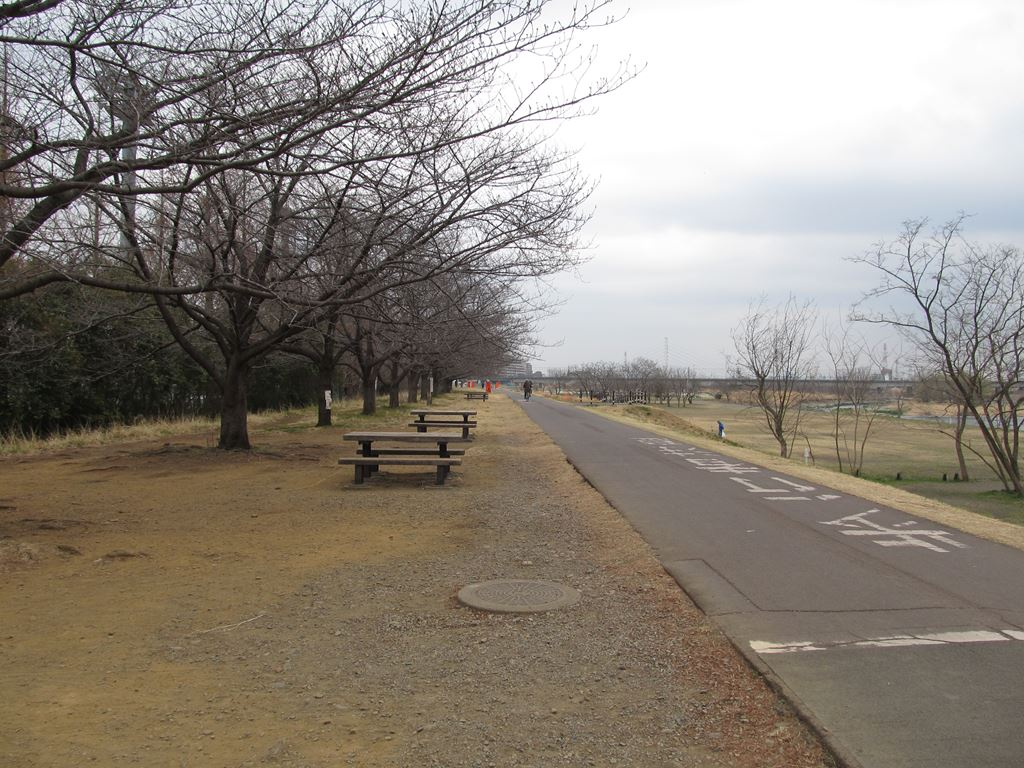
土手上テーブルセット（バーベキュー場とは異なる）
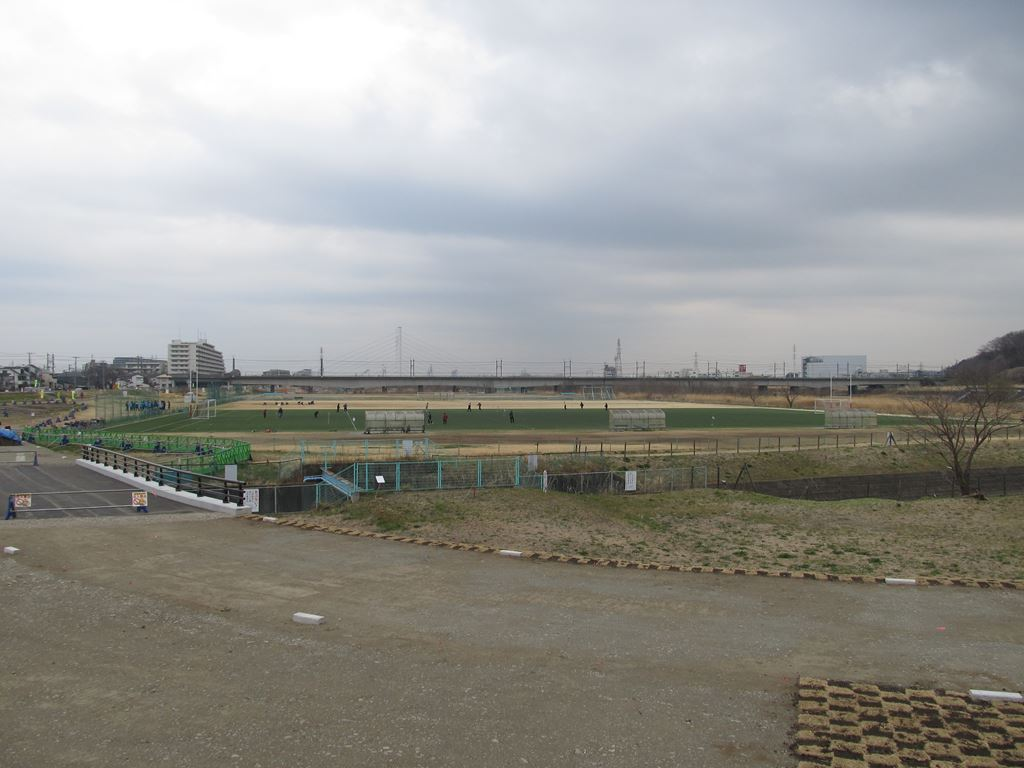
郷土の森サッカー場、武蔵野線（貨物線、南線）
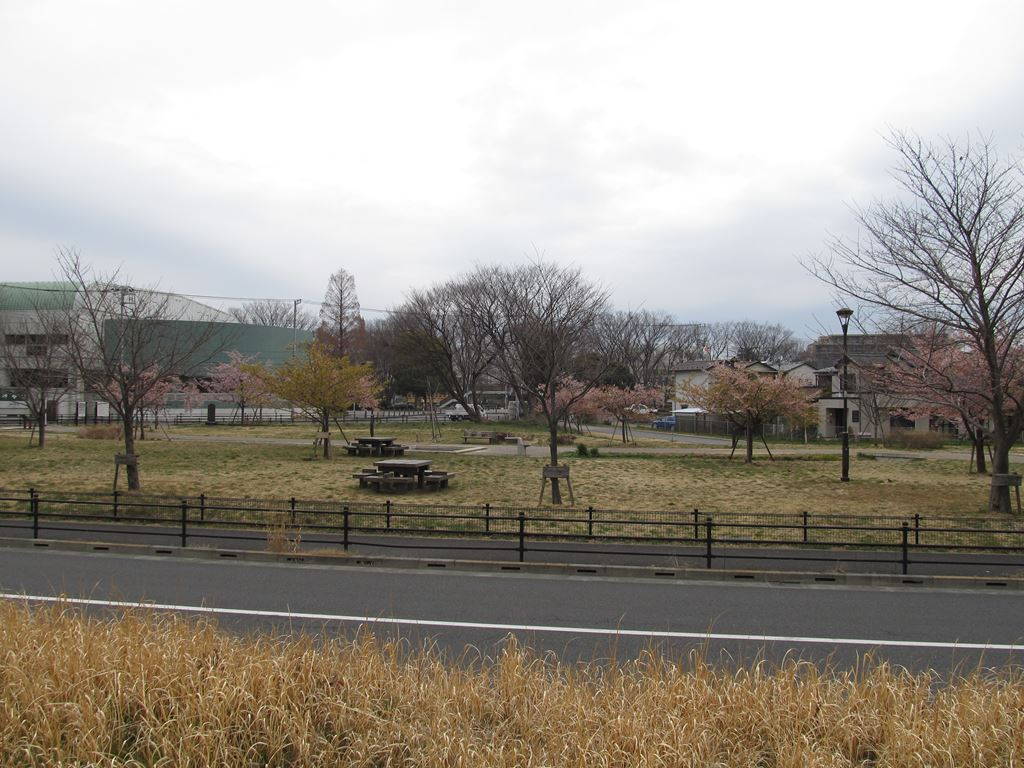
広場
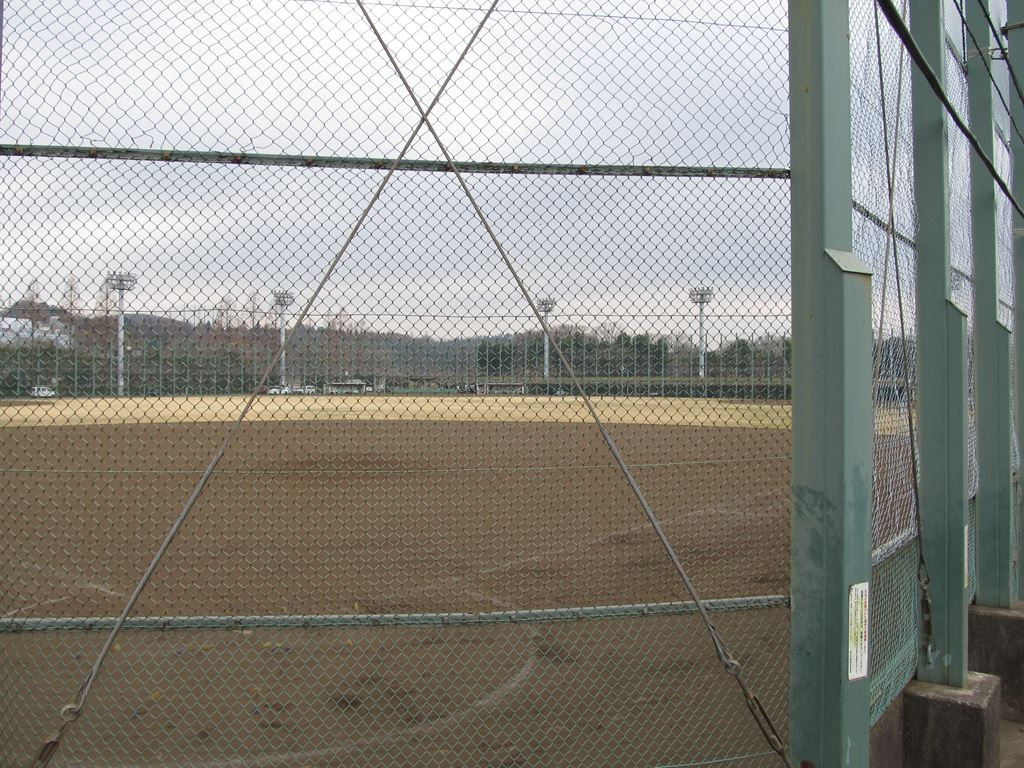
郷土の森第1野球場
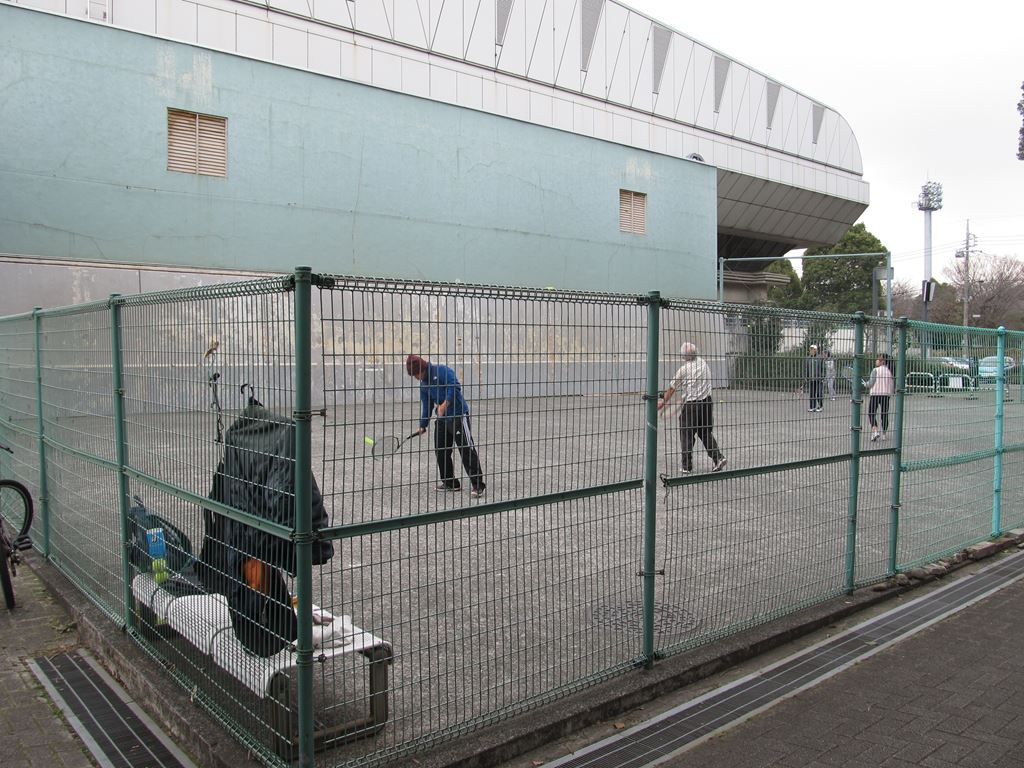
テニス
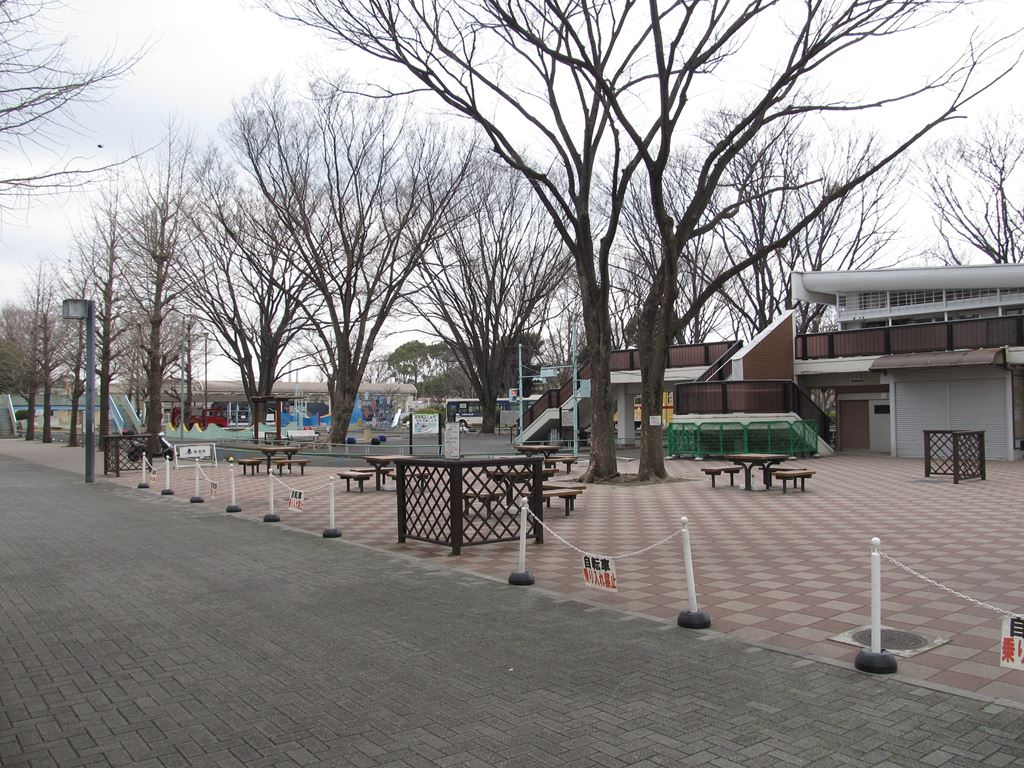
交通遊園出入り口
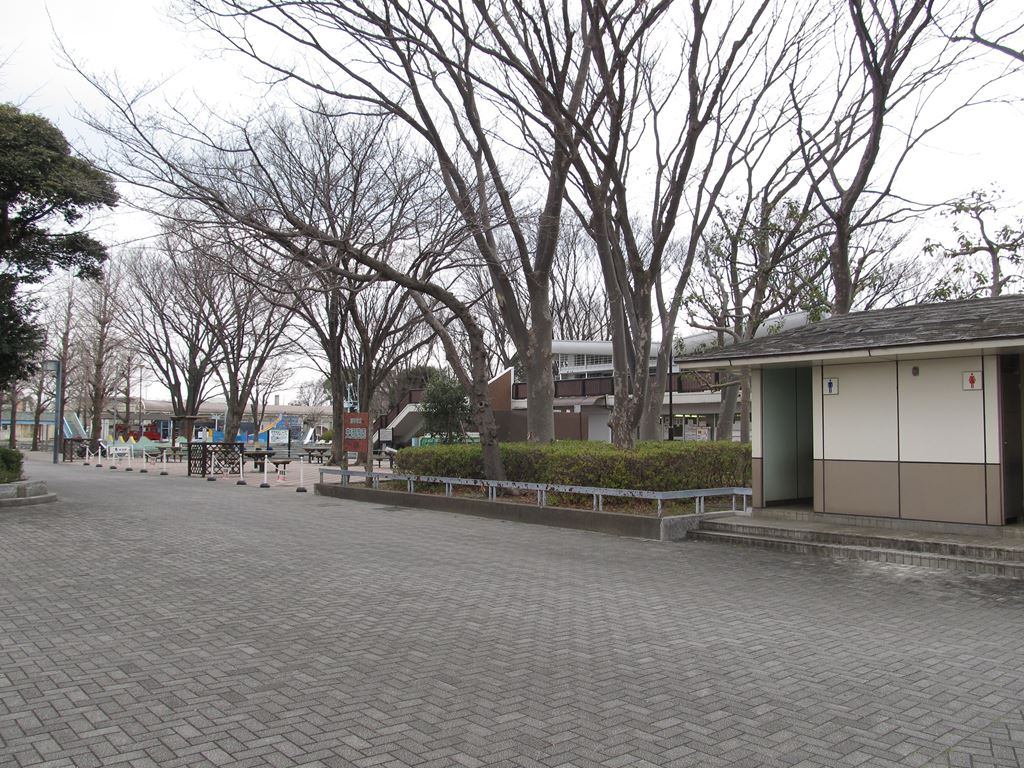
交通遊園出入り口